# فيليب وليامز (سياسي)
فيليب وليامز (بالإنجليزية: Philip Williams)‏ هو ضابط وسياسي أمريكي، ولد في 1869، وتوفي في 31 أكتوبر 1942. انتخب حاكم جزر العذراء الأمريكية ‏ (1923 – 12 سبتمبر 1925).